# 水力纺纱机

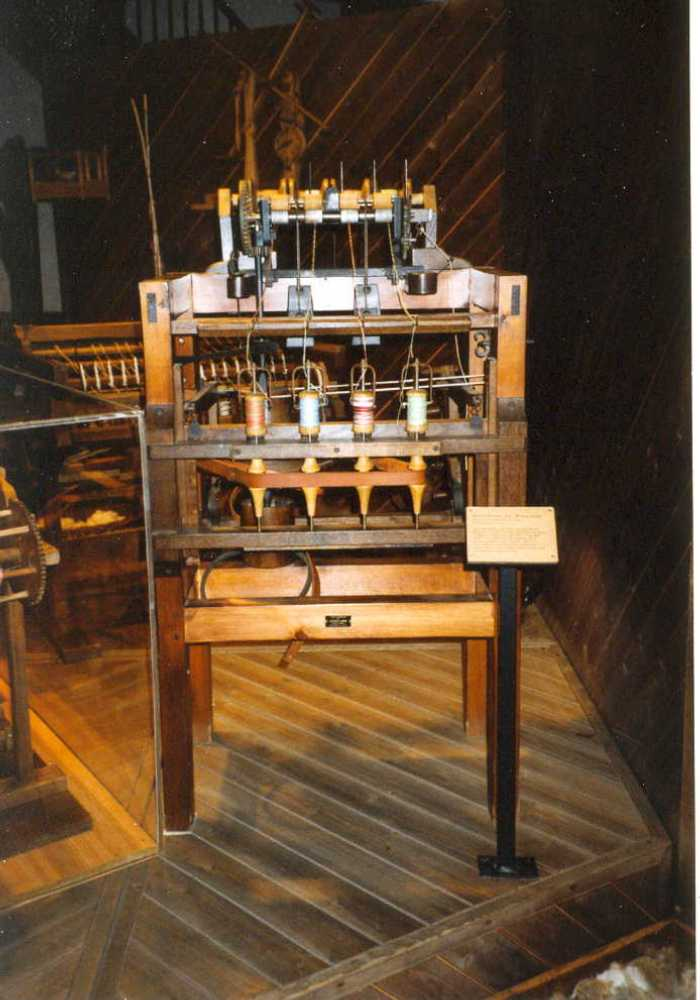

水力纺纱机是一种以水車为动力的纺纱架。理查·阿克莱特在1769年申请了水力纺纱机的专利，他设计了一台用于生产棉线的水力纺纱机，並於1765年首次投入使用。理查·阿克莱特發明的水力纺纱机能够一次纺出96根线，人們通過水力紡紗機，能夠比以往任何时候都更容易、更快速的纺線。理查·阿克莱特的设计部分是基于阿克莱特雇佣的钟表制造商约翰·凯为托马斯·海斯制造的纺纱机。由于是以水力驱动，它比当时的纺纱机生产的纱线更结实、更坚硬，當時的工厂也逐步采用水力纺纱机。1770年，理查·阿克莱特和他的合夥人在德比郡克伦福德建立了一個水力紡紗廠。1771年，理查·阿克莱特在他位于德比郡克伦福德的水力紡紗廠里安裝了水力纺纱机，使得他的水力紡紗廠成為英國第一批专门为容纳机器而不是仅仅将工人聚集在一起工作的工厂。
1760年，德国漂白厂主约翰·海因里希·勃克穆爾（Johann Heinrich Bockmühl）在當時尚處於工业化初期的普鲁士埃尔伯费（今德国伍珀塔尔）也研製出另一种用于生产纺织品的水力纺纱机。